# Woodham Walter
Pour les articles homonymes, voir Woodham et Walter.
Woodham Walter est un village et une paroisse civile de l'Essex, en Angleterre.